# Caustic Grip
Caustic Grip är ett album i industrialgenren av Front Line Assembly som ursprungligen släpptes 1990.

## Låtlista
| Nr  | Titel             | Längd | Notering |
| --- | ----------------- | ----- | -------- |
| 1.  | Resist            |       |          |
| 2.  | Victim            |       |          |
| 3.  | Overkill          |       |          |
| 4.  | Forge             |       |          |
| 5.  | Provision         |       |          |
| 6.  | Force Fed         |       |          |
| 7.  | Iceolate          |       |          |
| 8.  | Threshold         |       |          |
| 9.  | Mental Distortion |       |          |
| 10. | The Chair         |       |          |

## Medverkande
- Bill Leeb
- Rhys Fulber